# Hispano Suiza V12
El motor Hispano Suiza V12 va ser el motor d'aviació aparegut en l'any 1926, per donar la motorització més potent, que necessitaven els avions, a mesura que s'anaven modernitzant i les necessitats de potència augmentaven.

## Història
Aquest motor va nàixer a conseqüència de la necessitat de més potència. Mentre que a la fàbrica de la Hispano de Bois-Colombes (França) fabricaven altres tipus de motors amb diferent denominació adaptats a les seves necessitats, a la fàbrica de La Sagrera (actual Parc de la Pegaso), hi havia verdaderes penalitats per obtenir materials i components per fabricar motors d'aviació. Empesos pel govern a desenvolupar motors per als models espanyols, tot això incrementat amb la despesa del muntatge de la nova fàbrica de Guadalajara.
Com l'anterior motor V8, compartien l'estructura en V, la refrigeració líquida, l'arbre de lleves en cap, amb atac directe als caps de les vàlvules (Taqués) i s'imposava les vàlvules d'escapament refrigerades per sodi, la duplicitat de components essencials com les magnetos les bugies, etc.
Hi ha motors d'aquesta arquitectura fabricats sota llicència a Rússia amb la denominació Klimov que són còpies del model francès 12 Y.

## Models de motors de Barcelona
La nomenclatura francesa i espanyola, moltes vegades, no concorden.
- 51/Ha any 1926 (correspon al francès tipus 51) Primer motor fabricat a la Sagrera per avions nacionals fabricats a CASA, Breguet 19
- 52/Hb 1926 (Correspon al francès tipus 52) Augmenta la compressió que passa 6,2:1, la potència es manté en 500 CV a 2000 RPM. El va muntar també el Breguet 19.
- 12 Lb 1927 (Correspondència amb el francès) Augmenta la cilindrada al passar a les mides diàmetre x cursa a 140x170 m/m, i la potència a 650 CV a 2000 RPM, la relació de compressió es manté en 6,2:1. Destinat principalment a companyies comercials i a vols de rècord.
- 12 Hb 1928 (Correspon al francès tipus 52) Mantenint les mides del 52/Hb, augmenta la potència a 590 CV a 2.000 RPM. Destinat a, avions multi-motors i a avions de caça.

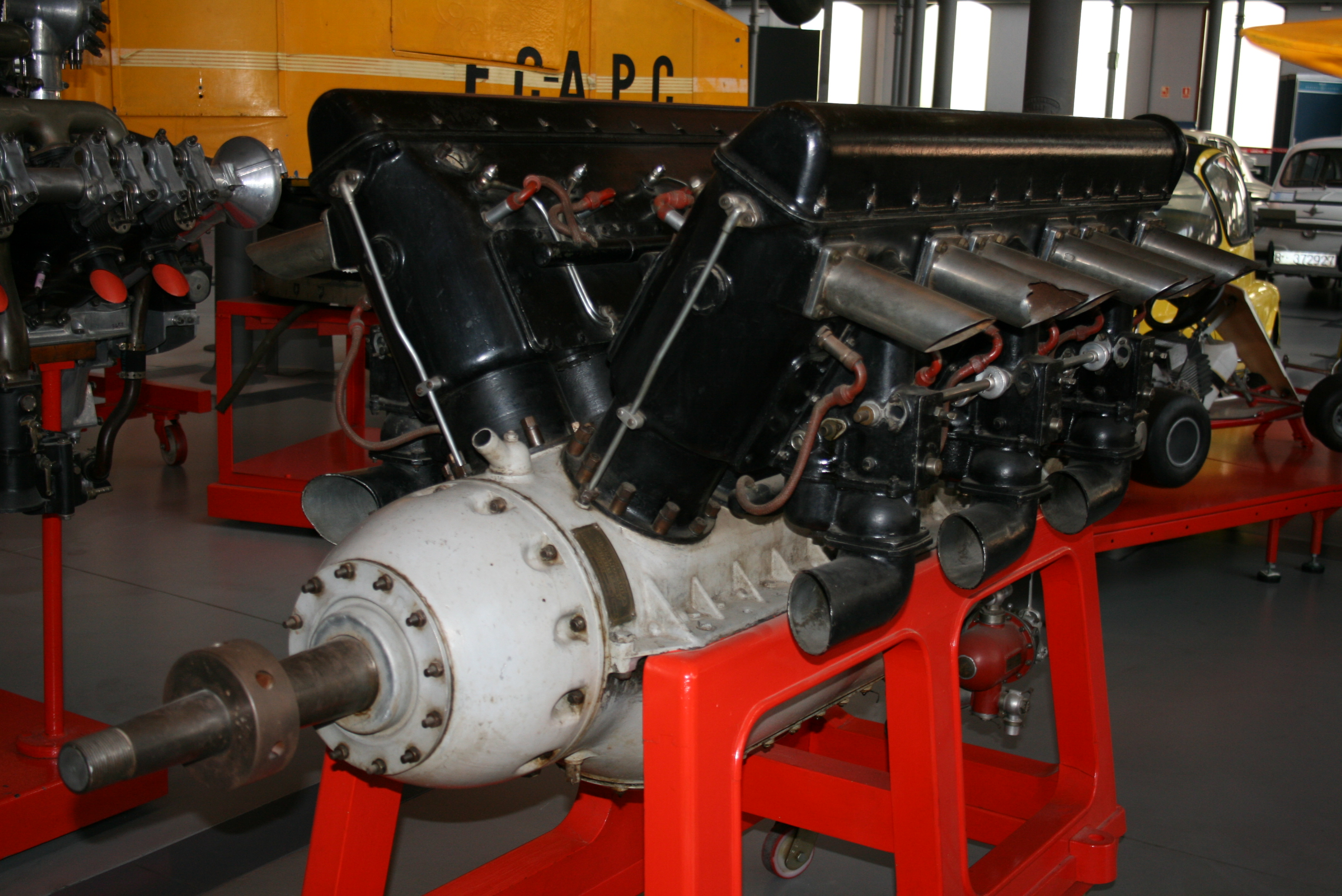
Motor 12 Lbr, exposat en el Museu de la Ciència i de la Tècnica de Catalunya

- 12 Lbr 1929 Torna a augmentar la cursa a 170 m/m i, per tant, la cilindrada a 31,46 l, la compressió puja a 6,2:1, i la potència queda establerta en 650 CV a 2.100 RPM. Porta reductor a l'hèlix. Destinat per a avions bimotors e hidroavions

- 12 Xbrs 1935 (Denominació francesa)

Les mides són 130x170 m/m i la cilindrada de 27,07 litres, la compressió de 6:1, amb reductor, compressor e injecció, la potència s'estableix en 600 CV a 2.600 RPM, i el pes és de 335 kg. És el primer motor que està preparat per d'utilització d'un canó a través de l'eix de l'hèlix, patent de Marc Birkigt. S'utilitza en avions com el Dewoitine D.510. Fabricat a Barcelona durant la Guerra Civil Espanyola.
- 89 12Z 1941 (Denominació francesa) Augmenta el diàmetre a 150 m/m i la cilindrada passa a 36 litres. Com l'anterior, disposa de reductor, compressor e injecció, la potència és de 1.100 CV a 2.600 RPM. S'utilitza en avions bombarders, i a França també en caces.

- 89 12Z-17 1946 Darrer motor fabricat en la fàbrica de la Sagrera, és una millora de l'anterior, i la seva potència és de 1.300 CV a 2.650 RPM. Equipava al Hispano Aviación HA-1109-J/K1L, i al Heinkel He 111 “Pedro” fabricat per CASA. No hi ha constància que a Espanya s'hagin fabricat altres tipus de motors V12, que sí que han estat fabricats a França.[2]

## Avions equipats amb aquest motor
- Breguet 19
- Heinkel He 111 Pedro
- Hispano Aviació HA-1109-J/K1L
- Hispano Aviación HA-1112
- Nieuport 52
- Hawker Fury
- Potez 540

## Models supervivents
- Hi havia a Barcelona un model del 89 12Z-17, que ha estat traslladat a Madrid en la fàbrica IVECO.
- Encara resta algun en col·lecció privada.[3]
- Un exemplar del model 12 Lbr, exposat en el Museu de la Ciència i de la Tècnica de Catalunya.